# Slovenský kopov
Slovenský kopov (anglicky: Slovakian Hound) je plemeno honiče, které bylo vyšlechtěno na území Slovenska; je to slovenské národní plemeno.
Slovenský kopov je výkonný lovecký honič a barvář. První slovenští kopovové byli oproti dnešnímu typu vyšší a silnější. Prosazovala se především hlasitost na stopě a vytrvalé pronásledování a blokování zvěře. Později se začíná, s ohledem na zvláštní podmínky slovenských lesů, prosazovat menší typ honiče, avšak při zachování fyzické síly a odvahy. Slovenský kopov se používá především jako lovecký pes na černou zvěř, dravce, ale i jako hlídací pes. Kopov je zmiňován a odlišen od jiných psů již v Prostonárodných slovenských povestiach, vydaných Pavlem Dobšinským v 19. stol., jako plemeno královského dvora, ale dá se předpokládat, že pochází již z období Svätoplukovy říše, protože všechna okolní, velmi blízká plemena psů, jako polský honič, sedmihradský honič, rakouský honič (Brandlbracke) mají stopy v tomto období a to až od keltského honiče (Keltenbracke). Zápisy do plemenné knihy a vydávání rodokmenů začaly od roku 1940, kdy byla založena Slovenská plemenná kniha psů. O cílevědomé šlechtění plemene se zasloužily především kynologové Koloman Slimák, Andrej Renča a František Siget, ve kterém se ale ztrácejí barevné variety kopova a zůstává jen černá s pálením.

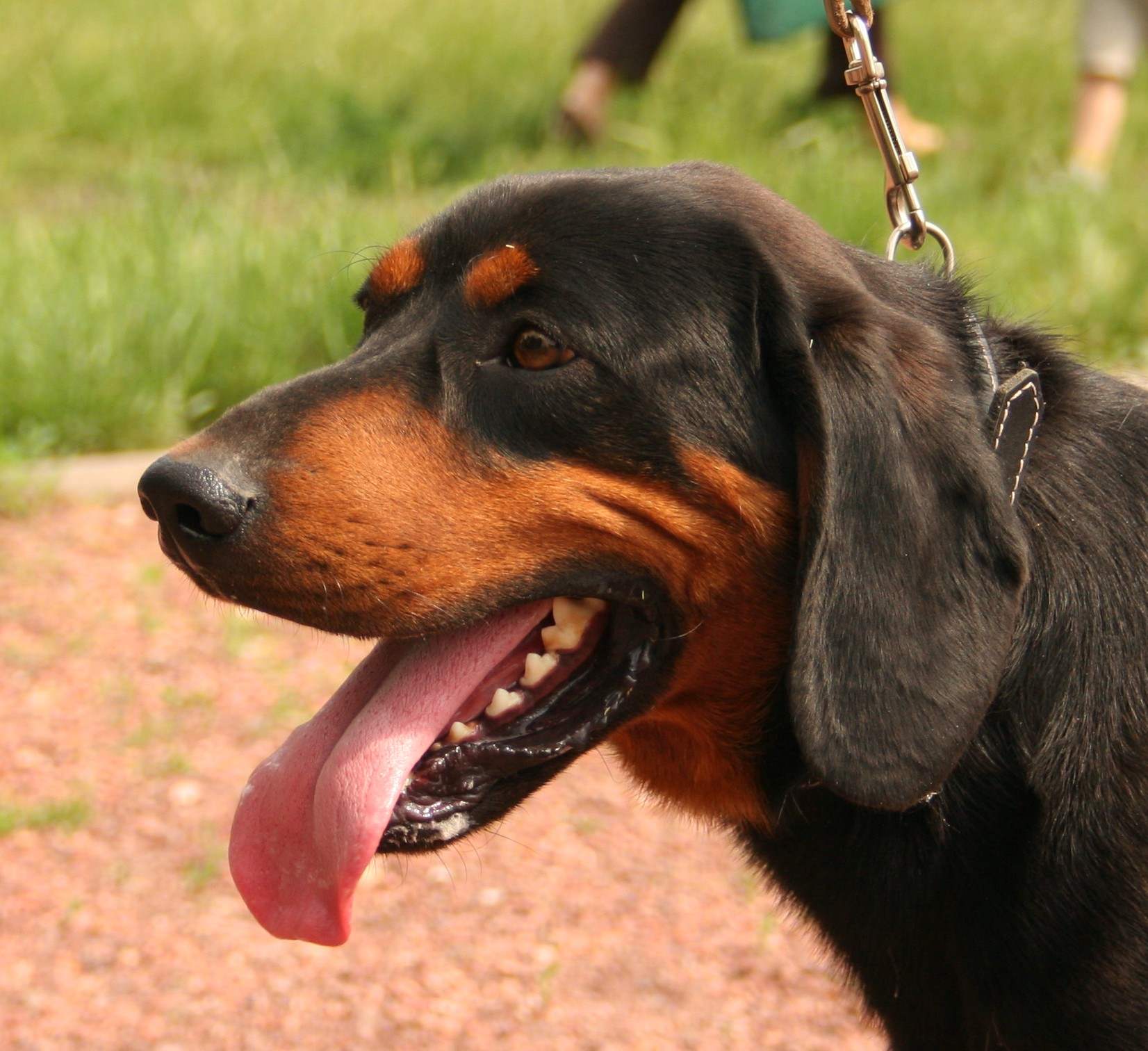
Slovenský kopov z profilu

## Vzhled
Stavba těla je lehčí, ale vždy pevné kostry. Má obdélníkový tvar těla. Čenich je vždy černé barvy. Tlama je rovná, v poměru k lebce přiměřeně dlouhá a ne příliš široká. Nemá převislé pysky, jsou krátké, přiléhající, tenké, se zřetelným koutkem. Oči mandlového tvaru jsou hlubší vsazeny a tmavé. Oční víčka jsou vždy černá. Uši jsou posazeny poněkud nad rovinou oka, přiléhavé, zaokrouhlené a středně dlouhé. Tlapka je oválná, prsty dobře klenuté, drápy vždy černé a silné. Polštářky na tlapkách vždy dobře vyvinuté, tmavého zbarvení. Ocas je v klidu nesený svisle a v akci šavlovitě vzhůru. Srst je 2–5 cm dlouhá, středně hrubá, přiléhavá a hustá. Na zádech, krku a ocase delší. Zbarvení má černé s hnědými až mahagonovými odznaky na končetinách. Slovenský kopov je inteligentní, temperamentní a ostrý, proto se používá zejména na divočáky. Vyniká vytrvalým a hlasitým sledováním teplé stopy až několik hodin. Používá se jako hlídací a lovecký pes.

## Povaha a využití

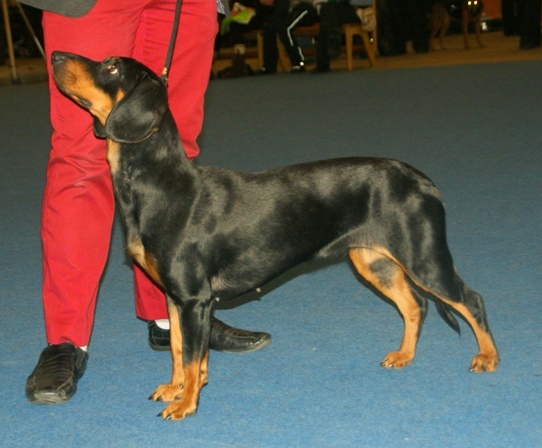

Slovenský kopov je inteligentní, temperamentní a ostrý, proto loví zejména divočáky. Vyniká vytrvalým a hlasitým sledováním horké stopy i několik hodin.
Výborný nos ho předurčuje na dohledávání veškeré spárkaté zvěři, kde se dokáže vyrovnat i barvářům. Používá se jako strážní a lovecký pes. Je snášenlivý s jinými psy a vhodný jako pes pro aktivní rodinu.
Pro své vlastnosti a atraktivní vzhled je ceněný a chovaný kromě Česka, Německa, Švédska, Maďarska a Bosny a Hercegoviny, kde má své vlastní chovatelské kluby, také i ve Francii, Itálii, Španělsku, Srbsku, Chorvatsku, USA, Kanadě a Estonsku.

## Zajímavosti
Slovenský kopov je v dnešní době spíše málopočetné plemeno, a o to důležitější je udržet dostatečnou chovatelskou základnu. Všichni dnešní psi mají za předky psy ze zakládající linie, která se skládala z pouhých 26 jedinců (12 fen a 14 psů). Ti byli vybráni pečlivou kontrolou tehdejšími chovateli. Takový výběr proběhl naposledy v roce 1953. Velkou zajímavostí je, že do krve kopova nebylo přikříženo žádné jiné plemeno. Proto ani v dnešní době není možné do jeho populace zasáhnout tímto způsobem.